# Airai (staat)
Airai is een van de zestien staten van Palau. De staat is gelegen op het Palause hoofdeiland Babeldaob en heeft een oppervlakte van 44 km², die bewoond wordt door 2.455 mensen (2015). De hoofdplaats van Airai is het gelijknamige Airai, dat met 920 inwoners op de oude hoofdstad Koror en het nabijgelegen Meyuns na de meest bevolkte plaats van het land is.
De internationale luchthaven die Koror en bij uitbreiding het hele land bedient, Internationale Luchthaven Roman Tmetuchl, is in Airai gelegen.

## Geografie
Afgezien van de hoofdplaats Airai omvat de staat nog de volgende plaatsen:
- Ngchesechang
- Ngeruluobel
- Ngerusar
- Ngetkib
- Oikuul